# ラウル・ディアニュ
ラウル・ディアニュ（Raoul Diagne、1910年11月10日 - 2002年11月12日）は、フランス領ギアナ出身のサッカー選手、サッカー指導者である。フランス代表において最初の黒人選手だった。
セネガル出身で黒人初のフランス国民議会議員となったブレーズ・ジャーニュを父に持ち、フランス領ギアナで生まれ育つ。
1930年にフランス本国へ渡り、RCフランス（1932年からはRCパリ）に入団。1940年まで同クラブに所属し、1回のリーグ優勝（1935-36）と3回のカップ優勝（1935-36、1938-39、1939-40）を経験した。ディフェンダーおよびゴールキーパーというふたつの異なるポジションをこなし、そのどちらにおいても秀でていた。
フランス代表では通算18試合に出場。最初の試合は1931年のチェコスロバキアとの親善試合だった。フランスで開催された1938年ワールドカップでは、1回戦のベルギー戦と準々決勝のイタリア戦の2試合に出場した。
引退後はセネガル代表の監督を務めた。セネガルにおいて彼は「セネガルサッカーの父」と考えられている。